# 彭妮·史密斯
彭妮·史密斯（英語：Penny Smith，1995年4月21日—），澳大利亚女子射击运动员，2017年世界飞碟射击锦标赛混合团体多向飞碟金牌得主、2019年世界飞碟射击锦标赛混合团体多向飞碟铜牌得主、2022年世界飞碟射击锦标赛女子多向飞碟团体铜牌得主、2023年世界射击锦标赛女子多向飞碟团体银牌得主、2024年获得巴黎奥运会女子多向飞碟铜牌得主。